# 부분 행렬
선형대수학에서 부분 행렬(部分行列, 영어: submatrix)은 주어진 행렬의 일부 행과 일부 열을 취한 더 작은 행렬이다. 소행렬식(小行列式, 영어: minor)은 부분 정사각 행렬의 행렬식이다. 부분 행렬과 그 행렬식은 라플라스 전개와 코시-비네 공식 등의 항등식에서 등장한다. 양의 정부호 행렬의 한 가지 필요충분조건도 부분 행렬의 행렬식을 통해 기술할 수 있다.

## 정의
환 {\displaystyle R} 위의 {\displaystyle m\times n} 행렬 {\displaystyle A\in \operatorname {Mat} (m,n;R)}과 그 행의 집합 {\displaystyle I\subseteq \{1,2,\dots ,m\}} 및 열의 집합 {\displaystyle J\subseteq \{1,2,\dots ,n\}}에 대하여, {\displaystyle A}의 {\displaystyle (I,J)}-부분 행렬
{\displaystyle A_{I,J}\in \operatorname {Mat} (|I|,|J|;R)}
은 {\displaystyle A}의 {\displaystyle I}에 속하는 행과 {\displaystyle J}에 속하는 열을 취하여 원래의 순서대로 배열한 {\displaystyle |I|\times |J|} 행렬이다. 즉, 만약
{\displaystyle I=\{i_{1},i_{2},\dots ,i_{|I|}\}\qquad (i_{1}<i_{2}<\cdots <i_{|I|})}
{\displaystyle J=\{j_{1},j_{2},\dots ,j_{|J|}\}\qquad (j_{1}<j_{2}<\cdots <j_{|J|})}
라고 하면, 이는 다음과 같다.
{\displaystyle (A_{I,J})_{r,s}=A_{i_{r},j_{s}}\qquad (r=1,2,\dots ,|I|,\;s=1,2,\dots ,|J|)}
특히,
- {\displaystyle A}의 {\displaystyle I}에 대한 주부분 행렬(主部分行列, 영어: principal submatrix)은 부분 행렬 {\displaystyle A_{I,I}}를 뜻한다.[1]:24, §1.3.3
- {\displaystyle A}의 {\displaystyle k\times k} 선행 주부분 행렬(先行主部分行列, 영어: leading principal submatrix)은 부분 행렬 {\displaystyle A_{\{1,\dots ,k\},\{1,\dots ,k\}}}를 뜻한다.[1]:24, §1.3.3
- {\displaystyle A}의 {\displaystyle i}번째 행벡터(行-, 영어: row vector)는 {\displaystyle A_{i,\{1,\dots ,n\}}}이다.
- {\displaystyle A}의 {\displaystyle j}번째 열벡터(列-, 영어: column vector)는 {\displaystyle A_{\{1,\dots ,m\},j}}이다.

### 소행렬식과 여인자
가환환 성분의 행렬의 부분 정사각 행렬의 행렬식은 흔히 소행렬식이라고 부른다. 주부분 행렬의 행렬식은 주소행렬식(主小行列式, 영어: principal minor)이라고 하며, 선행 주부분 행렬의 행렬식은 선행 주소행렬식(先行主小行列式, 영어: leading principal minor)이라고 한다.
가환환 {\displaystyle R} 위의 {\displaystyle n\times n} 정사각 행렬 {\displaystyle A\in \operatorname {Mat} (n;R)} 및 크기가 같은 행과 열의 집합 {\displaystyle I,J\subseteq \{1,2,\dots ,n\}}에 대하여 ({\displaystyle |I|=|J|}), {\displaystyle A}의 {\displaystyle (I,J)}-소행렬식 {\displaystyle M(A)_{I,J}}은 {\displaystyle I}에 속하는 행과 {\displaystyle J}에 속하는 열을 제거한 부분 행렬의 행렬식이다. {\displaystyle A}의 {\displaystyle (I,J)}-여인자 {\displaystyle C(A)_{I,J}}는 {\displaystyle (I,J)}-소행렬식에 적절한 부호 {\displaystyle (-1)^{\sum I+\sum J}}를 추가한 것이다.
{\displaystyle M(A)_{I,J}=\det A_{\{1,\dots ,n\}\setminus I,\{1,\dots ,n\}\setminus J}\in R}
{\displaystyle C(A)_{I,J}=(-1)^{\sum I+\sum J}\det A_{\{1,\dots ,n\}\setminus I,\{1,\dots ,n\}\setminus J}\in R}
가환환 {\displaystyle R} 위의 {\displaystyle n\times n} 정사각 행렬 {\displaystyle A\in \operatorname {Mat} (n;R)}의 여인자 행렬(餘因子行列, 영어: cofactor matrix)
{\displaystyle C(A)\in \operatorname {Mat} (n;R)}
는 각 {\displaystyle (i,j)}-여인자
{\displaystyle C(A)_{ij}=(-1)^{i+j}\det A_{\{1,\dots ,n\}\setminus \{i\},\{1,\dots ,n\}\setminus \{j\}}}
를 {\displaystyle (i,j)}-성분으로 하는 {\displaystyle n\times n} 정사각 행렬이다.

## 예
실수 3×3 행렬
{\displaystyle {\begin{pmatrix}2&-1&0\\3&1&9\\-5&7&-12\end{pmatrix}}}
에서 2번째 행과 1번째 열을 제거한 부분 행렬은
{\displaystyle {\begin{pmatrix}-1&0\\7&-12\end{pmatrix}}}
이다. 따라서 (2,1)-여인자는
{\displaystyle (-1)^{2+1}{\begin{vmatrix}-1&0\\7&-12\end{vmatrix}}=(-1)\times ((-1)\times (-12)-0\times 7)=-12}
이다.

## 응용

### 라플라스 전개
가환환 {\displaystyle R} 위의 {\displaystyle n\times n} 정사각 행렬 {\displaystyle A} 및 행·열의 집합 {\displaystyle I\subseteq \{1,2,\dots ,n\}}에 대하여, 다음이 성립한다.
{\displaystyle \det A=\sum _{J\subseteq \{1,\dots ,n\}}^{|J|=|I|}(\det A_{I,J})(-1)^{\sum I+\sum J}(\det A_{\{1,\dots ,n\}\setminus I,\{1,\dots ,n\}\setminus J})=\sum _{J\subseteq \{1,\dots ,n\}}^{|J|=|I|}(\det A_{J,I})(-1)^{\sum J+\sum I}(\det A_{\{1,\dots ,n\}\setminus J,\{1,\dots ,n\}\setminus I})}

### 코시-비네 공식
가환환 {\displaystyle R} 위의 {\displaystyle m\times n} 행렬 {\displaystyle A} 및 {\displaystyle n\times m} 행렬 {\displaystyle B}에 대하여, 다음이 성립한다 ({\displaystyle m\leq n}).
{\displaystyle \det(AB)=\sum _{I\subseteq \{1,\dots ,n\}}^{|I|=m}\det A_{\{1,\dots ,m\},I}\det B_{I,\{1,\dots ,m\}}}

### 역행렬
가환환 {\displaystyle R} 위의 {\displaystyle n\times n} 정사각 행렬 {\displaystyle A}의 고전적 수반 행렬 {\displaystyle \operatorname {adj} A}은 여인자 행렬의 전치 행렬이다. 가역 행렬 {\displaystyle A}의 역행렬은 고전적 수반 행렬과 행렬식을 통해 다음과 같이 나타낼 수 있다.
{\displaystyle A^{-1}={\frac {1}{\det A}}\operatorname {adj} A}

### 양의 정부호성
에르미트 행렬 {\displaystyle A}에 대하여, 다음 두 조건이 서로 동치이다.
- 양의 정부호 행렬이다.
- 모든 선행 주소행렬식이 양의 실수이다.

또한 다음 두 조건이 서로 동치이다.
- 양의 준정부호 행렬이다.
- 모든 주소행렬식이 음이 아닌 실수이다.

## 참고 문헌
1. 1 2  Golub, Gene H.; Van Loan, Charles F. (2013). 《Matrix computations》. Johns Hopkins Studies in the Mathematical Sciences (영어) 4판. Baltimore: The Johns Hopkins University Press. ISBN 978-1-4214-0794-4. LCCN 2012943449. MR 3024913. Zbl 1268.65037.

- Hoffman, Kenneth; Kunze, Ray (1971). 《Linear algebra》 (영어) 2판. Englewood Cliffs, N. J.: Prentice-Hall. ISBN 0-13-536797-2. MR 0276251. Zbl 0212.36601. Internet Archive LinearAlge(…).